# آوازخوان (فیلم)
آوازخوان فیلمی به کارگردانی کاظم معصومی و نویسندگی سید محسن وزیری محصول سال ۱۳۷۹ است.

## بازیگران
- یوسف مرادیان
- رزیتا غفاری
- حمیدرضا شفیع‌زاده
- داریوش سلیمی
- محمدمیلاد موثقی
- عباس میاندهی
- سهیل ایوانی
- همایون موثقی
- سعید اعتمادی
- رضا قنبری
- اصغر عبدی
- مجتبی امینی